# Răchitova (Hunedoara)
Răchitova [ˈrɘkitova] (deutsch Weidendorf, ungarisch Reketyefalva) ist eine Gemeinde im Kreis Hunedoara in der Region Siebenbürgen in Rumänien.
Der Ort ist auch unter den rumänisch veralteten Bezeichnungen Rechitova, Rechișoara und Rechișor bekannt.

## Geographische Lage

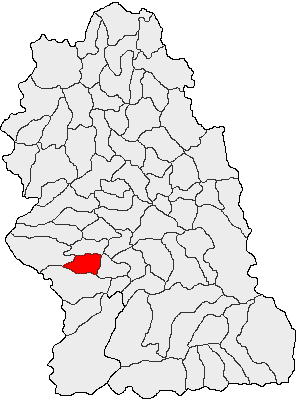
Lage der Gemeinde Răchitova im Kreis Hunedoara

Die Gemeinde Răchitova liegt in den südöstlichen Ausläufern des Poiana-Ruscă-Gebirges, in der historischen Region Hatzeger Land (Țara Hațegului) im Südwesten Siebenbürgens. Am gleichnamigen Bach und der zum Teil nicht befestigten Kreisstraße (Drum județean) DJ 687C gelegen, befindet sich der Ort 19 Kilometer westlich der Kleinstadt Hațeg (Hatzeg); die Kreishauptstadt Deva (Diemrich) liegt 60 Kilometer nördlich von Răchitova entfernt.
Der eingemeindete Ort Gotești (ungarisch Gotesdtanya) ist ein isolierter Weiler und Mesteacăn (Birkenhausen) ein fast menschenleeres Dorf.

## Geschichte
Der Ort Răchitova wurde erstmals 1360 urkundlich erwähnt. Einst ein rumänisches Hörigendorf, war im 17. Jahrhundert in Besitz ungarischer Adelsfamilien. Die Geschichte der Besiedlung der Region reicht jedoch weit mehr zurück. Auf dem Gebiet des eingemeindeten Dorfes Vălioara wurden nach Angaben von I. Marțian und I. Andrieșescu archäologische Funde der Jungsteinzeit gemacht.
Die Bewohner leben heute vorwiegend von der Landwirtschaft und der Viehzucht.

## Bevölkerung
Die Bevölkerung der Gemeinde entwickelte sich wie folgt:
| 1850 | 2.135 | 2.080 | 13 | - | 42 |
| 1910 | 3.904 | 3.861 | 40 | 3 | -  |
| 1966 | 2.885 | 2.884 | 1  | - | -  |
| 2002 | 1.487 | 1.485 | 1  | - | 1  |
| 2011 | 1.330 | 1.312 | -  | - | 18 |
| 2021 | 1.127 | 1.059 | 2  | - | 66 |

Die höchste Einwohnerzahl der heutigen Gemeinde – und gleichzeitig die der Rumänen und die der Magyaren – wurde 1910 ermittelt. Die höchste Bevölkerungszahl der Roma (42) wurde 1850 und die der Rumäniendeutsche (8) 1880 registriert. Des Weiteren bekannte sich 2002 im eingemeindeten Dorf Ciula Mare (alt Ciuleni) ein Einwohner als Ukrainer.
Bei der Volkszählung 2002 wurden in Gotești drei, in Mesteacăn elf Einwohner registriert.

## Sehenswürdigkeiten
- Die Ruinen einer Fliehburg,[7] Ende des 13. Anfang des 14. Jahrhunderts errichtet, ist die älteste mittelalterliche Burg im Hatzeger Land. Die Ruine der vier Stockwerke hohen Burg mit deren 1,80 Meter dicken Steinmauern, befindet sich auf einer Anhöhe südlich des Dorfes Răchitova (⊙) und steht unter Denkmalschutz.[8]
- Die Ruinen einer rumänischen Kirche, im 15. Jahrhundert ca. 300 Meter von der Burg entfernt errichtet, steht unter Denkmalschutz.[8]
- Die Holzkirche im eingemeindeten Dorf Mesteacăn, steht nicht unter Denkmalschutz.

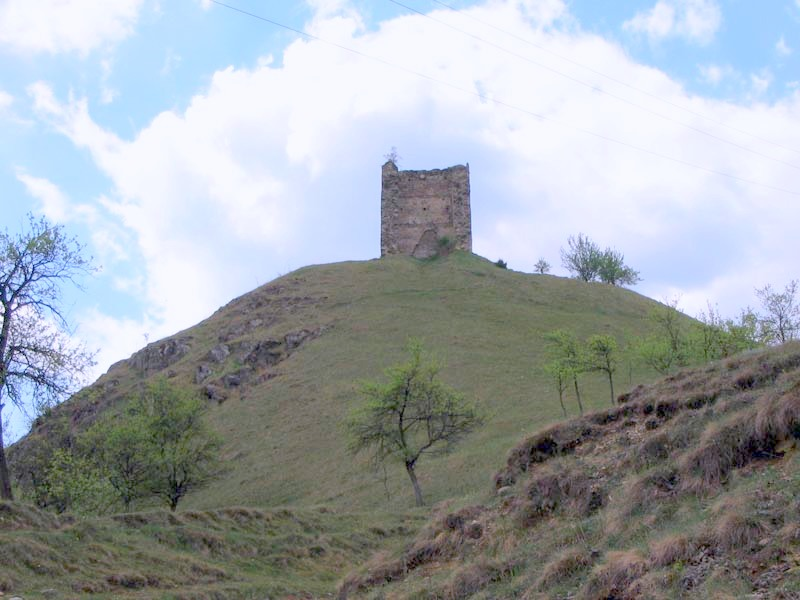
Die Ruinen der Fliehburg
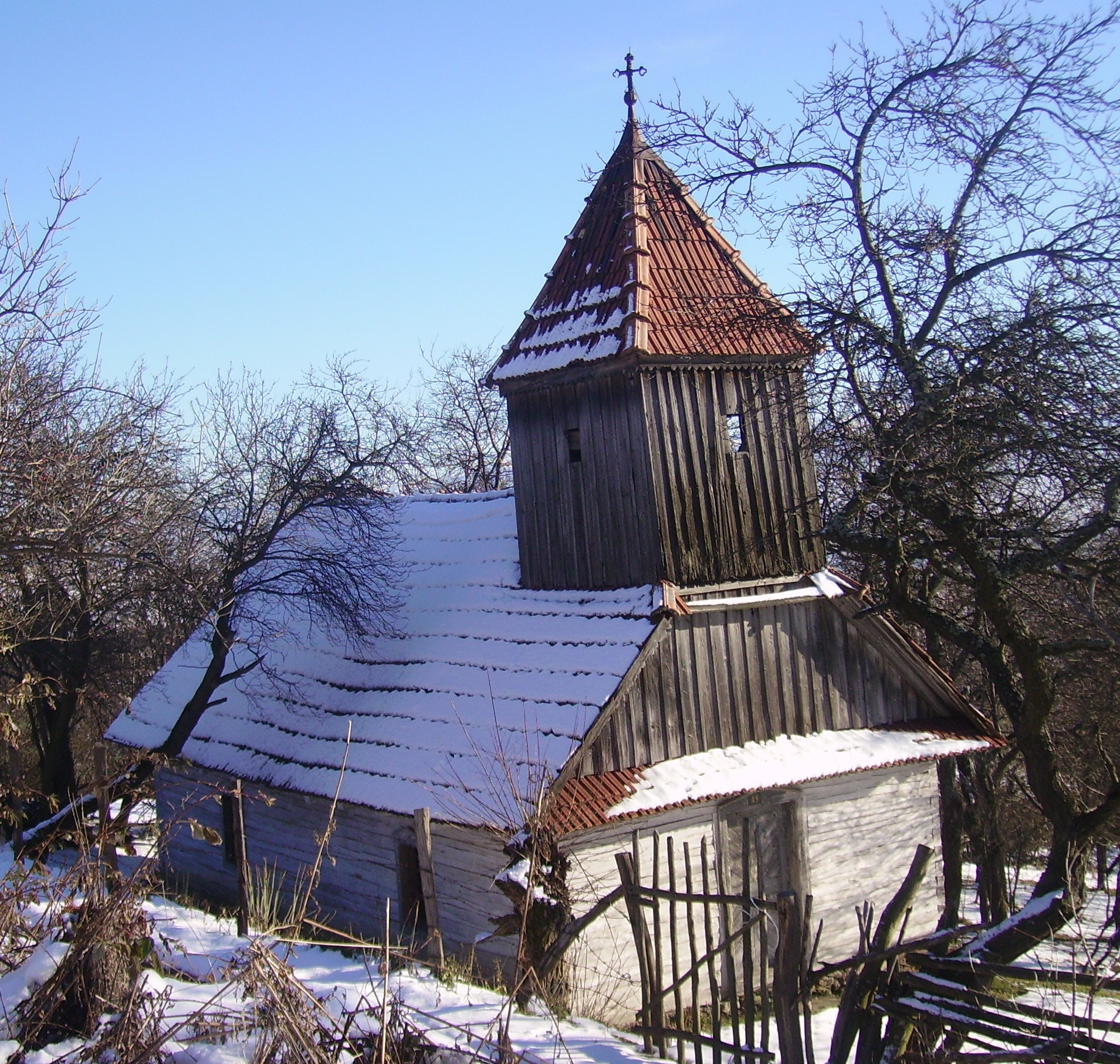
Holzkirche in Mesteacăn